# Jacques-Martin Hotteterre
Jacques-Martin Hotteterre, fou un compositor i flautista francès.
Nascut a París, era fill de Martin Hotteterre (c. 1712) i Marie Crespy, família originària de la Couture-Boussey. Sens dubte Jacques-Martin va ser el millor dotat de la seva dinastia juntament amb el seu pare Martin que va crear certes peces utilitzades per Jean-Baptiste Lully.

## Biografia
Hotteterre va viure i va estudiar a Roma al començament de la seva carrera, i el seu sobrenom de «el romà» procedeix d'aquest període. Va passar dos anys (1698-1700) treballant per al Príncep Francesco Ruspoli, a Roma. En 1708, es va convertir en músic del rei de França, en 1717, va heretar de René Pignon Descoteaux el lloc de flautista de música de cambra. En 1743, va estar en la llista dels músics més famosos de tota França. Hotteterre va guanyar fama en gran manera gràcies al seu talent tocant la flauta,un instrument pel qual va escriure un gran nombre de peces, ampliant significativament el seu repertori. A més, tocava el fagot, oboè, i musette.
Jacque-Martin Hotteterre també es va conèixer internacionalment com a professor per als clients aristocràtics, i va escriure alguns mètodes per a la flauta travessera, com L'art de préluder sur la flûte traversière (1719), Principes de la flûte traversière ou flûte d'Allemagne, de la flûte à bec ou flûte douce et du hautbois (1707),[1] és una excel·lent font d'improvisació i ornamentació pràctica durant aquest període. S'hi posa en relleu la seva tècnica altament desenvolupada i inclou peces per a dinou claus. A més de l'execució i l'ensenyament, Hotteterre va continuar la tradició de la seva família de fabricant d'instruments. És possible que anés Hotteterre qui va fer una sèrie de canvis en el disseny de la flauta travessera. En particular, la flauta, que anteriorment havia estat fabricada en una peça cilíndrica, es va dividir en tres peces: el cap (amb el filtre), el cos (amb la majoria de forats) i el peu (amb diversos forats). Aquesta és la divisió que es manté en l'actualitat. (El traverso barroc estava fabricat en quatre parts).
Es va casar en 1728 a París, amb Elisabeth-Genevieve Charpentier, filla d'un notari i neta d'un advocat del rei, la fortuna del qual, sumat al llegat del seu pare Martín, li va permetre prescindir del treball manual de construcció i dedicar-se enterament a les seves obres i a
la seva docència. Jacques Hotteterre va morir en 1763 i el seu fill Jean-Baptiste li va
succeir en els seus càrrecs fins a la seva pròpia mort en 1770. La seva única filla Marie
Geneviève es va casar el 2 de gener de 1763 amb Claude Balbastre.

## El tractat de Hotteterre
Jacques Hotteterre va publicar aquest tractat en Paris en 1707, just un any abans del seu Premier Livre de Pièces". Primer "manual" de la història de la flauta, aquest petit i manejable llibre de menys de cinquanta pàgines va tenir un enorme èxit dins i fora de França, tant que es va reeditar moltes vegades fins ben passada la meitat del segle. Dirigit especialment als principiants, conté importants informacions sobre l'articulació i l'ornamentació. Heus aquí la traducció dels dos primers capítols:
De la flauta travesera o flauta d'Alemanya, de la flauta de bec o flauta dolça i del'oboè,
dividits en tractats, pel senyor Hotteterre-li Romain, ordinari de la Música del Rei
Prefaci
Sent la Flauta Travessera un instrument dels més agradables i dels més de moda, he cregut haver d'escometre aquesta petita obra, per segundar la inclinació dels quals aspiren a tocar-la. Tinc l'atreviment de satisfer-me que el meu treball no serà del tot indigne de la curiositat dels quals agraden d'aquest Instrument, ja que el meu objectiu principal és d'aplanar les seves primeres dificultats, que són les que més patiments costen. És possible doncs instruir-se a si mateix sobre els Principis de la Flauta Travessera amb l'ajuda d'aquest Tractat. En el dono unes explicacions de com fer tots els sons naturals, sostinguts i bemolls; amb una altra explicació de com cal afinar-los. Ensenyo també com s'han de fer tots els trinats sobre aquests mateix sons, i per fi quins són els ornaments necessaris per tocar amb propietat i amb gust. Aquestes regles i explicacions podrien també suplir a la falta de mestres, sigui per a les persones que tenen una natural disposició a tocar amb aquest Instrument que para els qui no necessiten conèixer més que els seus principis. Es trobaran també: un Tractat per a la Flauta de Bec o Flauta Dolça i una comparació de la Flauta Travessera i de l'Oboè, que podrà servir de mètode per aprendre a tocar aquest últim Instrument. Per la resta, no parlo aquí del valor de les notes, ni del compàs, que són coses que pertanyen més aviat a un tractat de Música que de Flauta.
Capítol I
De la col·locació del Cos, i de la posició de les Mans
Ja que, per aconseguir la perfecció dels oficis en els quals es vol tenir èxit, és necessari unir en la mesura del possible la bona aparença amb l'habilitat, començaré aquest Tractat amb una explicació de la postura per tocar la Flauta *Travessera.
Tant de vaig piular com assegut, cal tenir el cos recte, el cap més alt que baixa, una mica girada cap a l'espatlla esquerra, les mans altes sense aixecar els colzes ni les espatlles, la nina esquerra doblegada cap a fora, i el braç esquerre prop del cos.
Si s'està de vaig piular, cal estar ben plantat sobre les cames, el vaig piular esquerre avançat, el cos posat sobre el maluc dret, el tot sense cap tensió. Es deu sobretot cuidar de no fer cap moviment amb el cos ni amb el cap, com molts fan per marcar el compàs. Aquesta postura, una vegada ben agafada, és molt agraciada i no aparta menys l'ull de com el so de l'Instrument afalaga agradablement l'oïda.
En el que concerneix la posició de les mans, es pot veure aquí una Imatge que serà més instructiva de tot els que podria escriure sobre aquest argument. S'aprendrà per aquesta figura que cal situar la mà esquerra A en alt; tenir la Flauta entre el polze i el primer dit B, plegar la nina sota, ajustar els dits de manera que el primer i el segon estiguin una mica arrodonits i el tercer més estirat.
Per a la mà Dreta C, cal tenir els dits gairebé drets, la nina una mica doblegada cap a dins, el polze davant del dit del quart forat o una mica més a baix, el menovell posat en la Flauta, entre el sisè forat i la motllura de la pota. Cal tenir la Flauta gairebé dreta, baixant la una mica cap a la pota D.
Capítol II
De l'embocadura
A pesar que gairebé tots estan convençuts que l'Embocadura no es pot ensenyar amb regles, no obstant això hi ha algunes d'elles que faciliten extremadament la seva cerca. Els consells d'un bon Maestro, juntament amb la seva demostració, poden estalviar molta molèstia i dificultat als quals busquen aquesta Embocadura.
Quant als consells, no em serà més difícil escriure'ls que donar-los de viva veu, cosa que intentaré de la forma més intel·ligible que em sigui possible.
A través d'aquesta explicació s'aprendrà la manera de disposar els Llavis. Han d'estar junts l'un contra l'altre, exceptuat en el mitjà, on cal formar una petita obertura parell el pas de l'aire. No se'ls avançarà, a l'inrevés, caldrà estirar-los des de les cantonades de la boca, perquè estiguin units i aplanats. Cal col·locar l'embocadura davant d'aquesta petita obertura, bufar moderadament, recolzar la Flauta contra els Llavis i girar-la sense parar cap a dins i cap a fora fins que s'hagi trobat el punt variable.
Per observar totes aquestes Regles, serà bé col·locar-se davant d'una Mirall (precaució
que serà de gran ajuda). Al principi no caldrà intentar col·locar cap Dit, sinó solament bufar en l'Embocadura i intentar treure algun so. Després es col·locaran els Dits de la Mà d'a dalt, un darrere l'altre, i es mantindrà cada so, es repetirà la respiració diverses vegades a fi d'assegurar-la bé, i després es col·locaran els Dits de la Mà d'a baix en el mateix ordre que els de l'altra d'a dalt. Els Principiants no insistiran massa a fer el primer so, que s'obté només tapant ben tots els forats, una mica més difícil del que pot semblar, tret que no es tingui una mica de pràctica.
Una vegada que s'hagi aconseguit una bona embocadura amb la Flauta, es podrà començar a buscar el coneixement dels Sons, per a això es consultarà la Taula I dels Tons i Semitonos, i es llegirà el Capítol següent.
Queda per precisar que les regles que he prescrit tant per a l'Embocadura com per a la posició de les Mans, cal observar-les amb exactitud sempre que no siguin contràries a alguna disposició particular. Per exemple, si algú té els Llavis disposats d'una forma tal que li resulti més difícil l'embocadura amb els llavis units i aplanats que avançant el d'a dalt, llavors haurà de servir-se de les meves Regles només fins que no vagin en contra de la seva disposició, i haurà de seguir sempre el que sembli més natural. El mateix passa amb les Mans, ja que hi ha persones que posen la d'a dalt d'una forma diferent de l'explicada, és a dir amb la Nina fent un arc cap a fora i la Flauta recolzada en la punta del polze. Aquesta postura no impedeix que es pugui tocar bé, però no és tan natural ni tan agraciada, a més que així la Flauta no està tan ben recolzada. Hi ha uns altres que, potser per no haver rebut uns principis, posen la mà esquerra a baix, la dreta en alt i tenen la Flauta a l'esquerra. Jo no condemnaré en absolut aquesta postura, ja que es pot tocar igual de bé d'una forma com de l'altra i costaria molt aprendre una altra diferent. Però els que encara no han contret aquests mals costums han de guardar-se de caure en elles.

## Obres
Op. 1 Principes de la flûte traversière, ou flûte d'Allemagne, de la flûte à bec ou flûte douce et du
hautbois, divisez par traictez (1707)
Op. 2 Premier livre de pièces pour la flûte traversière et autres instruments avec la basse (1715)
Op. 3 Sonates en trio pour les flûtes traversières et a bec, violon, hautbois (1712)
Op. 4 Première suite de pièces suite de pièces à deux dessus, sans basse continue. Pour les
flûtes-traversières, flûtes à bec, violes (1712)
Op. 5 Deuxième livre de pièces pour la flûte traversière et autres instruments avec la basse (1715)
Op. 6 Deuxième suite de pièces à deux dessus pour les flûtes-traversières, flûtes à bec, violes, etc. avec une basse adjoutée et sans altération des dessus, laquelle on y pourra joindre pour le
concert (1717)
Op. 7 L'Art de préluder sur la flûte traversière, sur la flûte à bec, sur le hautbois et autres
instruments de dessus (1719)
Op. 8 Troisième suite de pièces à deux dessus (1722)
Op. 9 Concert de Rossignol (verschollen)
Op. 10 Méthode pour la Musette contenent des principes, par un receuil d'airs et quelques
préludes (1738)